# 乌莫夫效应
乌莫夫效应（英語：Umov effect）也称乌莫夫定律，指的是天文学物体反照率a和其反射光线性极化度P成反比例。这效应是俄国物理学家尼古拉·乌莫夫于1905年发现的。可从星际物体，如月亮和星状物的表面反射验证此效应。
此处，线性极化度的定义如下：
{\displaystyle P={\frac {I_{\perp }-I_{\|}}{I_{\perp }+I_{\|}}}\ ,}
这里的I（垂直）和 I（平行）是垂直和平行反射面的极化面方向的光强度。如P为零，表示光未极化；如P为正或负1，表示光为线性极化。乌诺夫效应只在入射光和反射光成较大角度时有效。
乌莫夫效应规定：
{\displaystyle P\propto {\frac {1}{\alpha }}\ ,}